# Canthon deloyai
Canthon deloyai là một loài bọ cánh cứng trong họ Bọ hung (Scarabaeidae).